# Papagou-Cholargos
Papagou-Cholargos (in greco Παπάγου-Χολαργός?) è un comune della Grecia situato nella periferia dell'Attica (unità periferica di Atene Settentrionale) con 47.714 abitanti secondo i dati del censimento 2001.
È stato istituito a seguito della riforma amministrativa detta piano Kallikratis in vigore dal gennaio 2011 che ha abolito le prefetture e accorpato numerosi comuni.